# Памятники Набережных Челнов

Памятники Набережных Челнов — памятники истории и культуры, расположенные на территории города Набережные Челны. Всего в Государственный охранный реестр Набережных Челнов включено 15 памятников местного (муниципального) значения представляющих историческую, научную или культурную ценность, из них архитектурных — 10, истории и культуры — 5.

## Памятники архитектуры

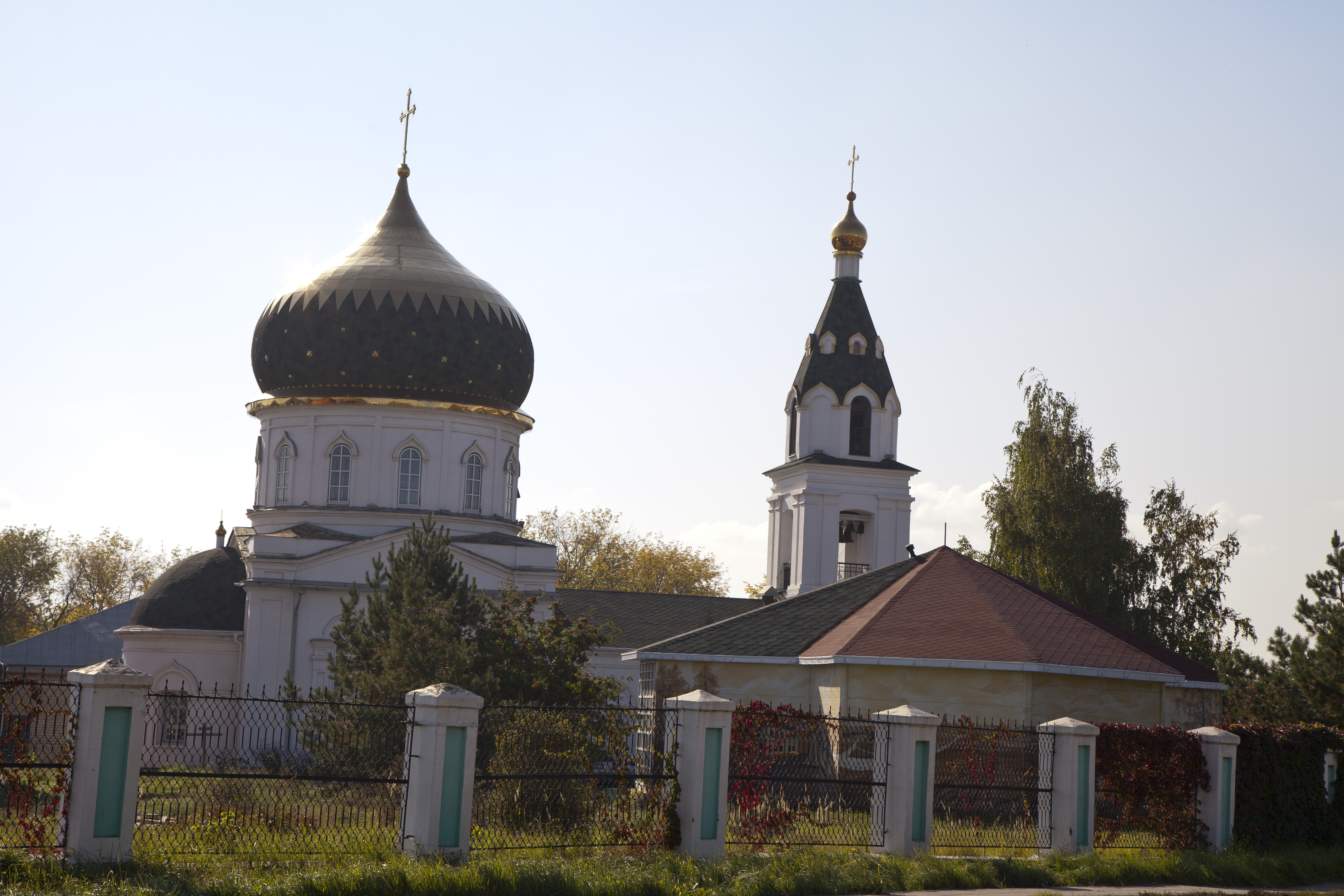
Общий вид на Храм Космы и Дамиана (1845—1859 гг.)

Историко-культурное значение в Набережных Челнах имеют дома № 58, 64, 70, 72, 76, 80, 82, 84, расположенные по улице Центральная, и бывший больничный городок по улице Гагарина с прилегающими к нему территорией и постройками, посёлок Элеваторная Гора (включая архитектурно-технический комплекс элеватора и жилые здания (улица Элеваторская, № 35, 37), здание бывшей школы), а также правобережье реки Мелекеска. Два городских здания числятся в государственном охранном реестре как архитектурные памятники республиканского значения — это церковь Космы и Дамиана и Свято-Вознесенский кафедральный собор. Единственным сохранившимся в городе памятником промышленной архитектуры является Набережночелнинский элеватор. В 2002 году элеватор был включён в государственный охранный реестр местного значения.

## Мемориальные комплексы

### Мемориальный комплекс «Родина-мать»

Монумент Родина-Мать

Является одним из первых произведений монументальной скульптуры в городе, расположен в его старой части на остановке «Студенческая». Открыт 9 мая 1975 года к 30-летию Победы. Автор монументального комплекса — скульптор-монументалист Ильдар Ханов. По мнению специалистов, для строительства подобного сооружения требовалось как минимум 2-2,5 года. А памятник построили в рекордные сроки — за 2 месяца 17 дней. Для выражения идеи величия народного подвига автор использует древнеегипетский миф о бессмертной птице Феникс. Она представляется гигантской, неудержимо мощно летящей над поверхностью птицей, с лицом женщины, телом орлицы. Правой рукой она благословляет своих детей, а меч держит в левой. При всей её огромной массе, рассечённой повторяющимися напряжёнными ритмами, создаётся впечатление мощного полёта. Под правым крылом просматриваются воины с винтовками, под левым - солдаты в касках со связкой гранат и с дисковым пистолет-пулеметом времен ВОВ.
Строительство и открытие памятника повлекло за собой благоустройство всего близлежащего района. В течение полугода приводилось в порядок расположенное неподалёку кладбище, прокладывали трамвайные пути, строили новые дома, и саму площадь перед памятником.

## Комплекс авангардных скульптур на бульваре Энтузиастов
Является одной из визитных карточек Набережных Челнов. Автором является скульптор Ильдар Ханов, который работал над этим комплексом почти 10 лет — с 1982 по 1991 годы. В состав комплекса входят такие скульптуры, как «Противостояние»(«Семья»), «Эволюция» (1982), «Гармония» (1982), «Пробуждение» (1983), «Древо жизни»(1989), «Ангел-хранитель» (1991). По задумкам Ильдара Ханова, композиция должна была насчитывать несколько десятков скульптур. В качестве материала скульптур использовал бетон с мозаикой. Абстрактные формы, покрытые смальтой, не имеют чёткого объёма и пластической массы.

## Памятники строителям города и КамАЗа

### Памятник строителям КАМАЗа

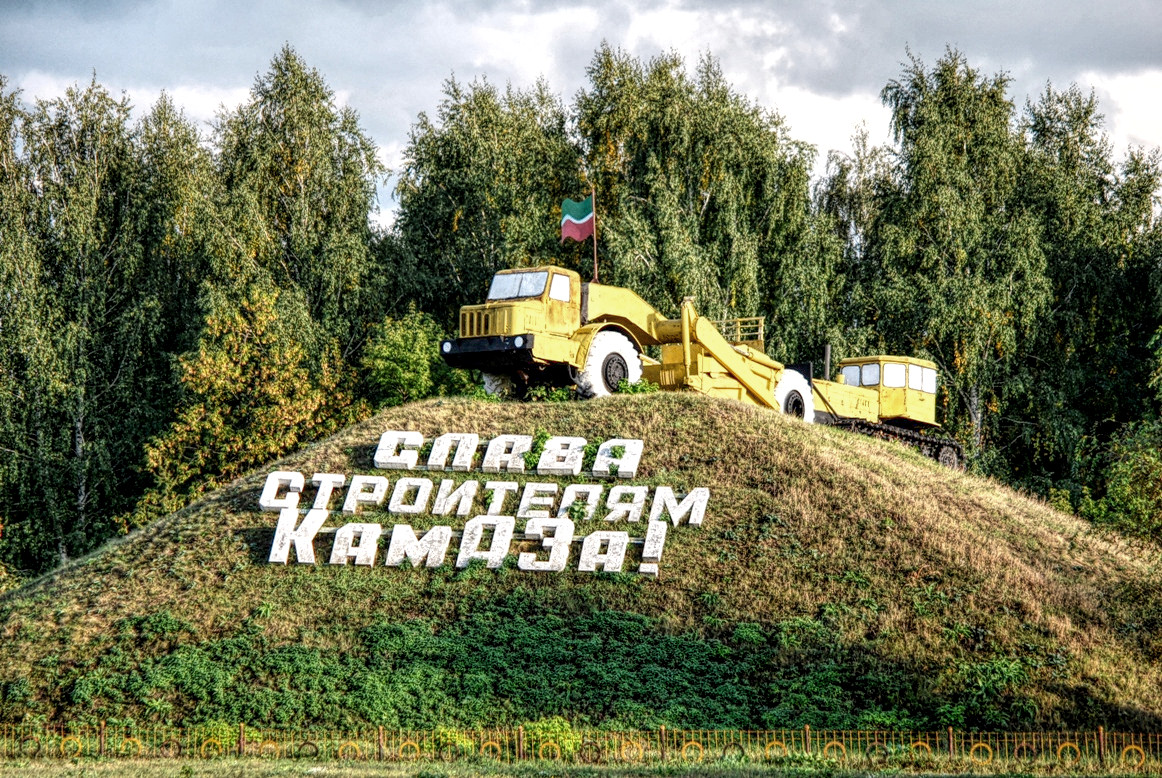
Монумент "Слава строителям КамАЗа"

Памятник расположен в начале промплощадки Камского комплекса заводов по производству грузовых автомобилей, напротив поворота трамвайной линии, идущей вдоль Автодороги № 1, к жилым кварталам Автозаводского района. На вершине рукотворного холма водружены скрепер и бульдозер, над которой развивается флаг Татарстана. Памятник был сооружён в 1981 году в ознаменование пуска второй очереди КамАЗа. Авторами памятника являются члены знаменитой краснознамённой бригады автоскреперов из УМС «Камгэсэнергостроя», возглавляемой кавалером двух орденов Ленина, заслуженным строителем Татарии Наурбиевым Уматом Камбулатовичем, сумевшим сплотить бригаду, в которой дружно трудились представители двух десятков наций и народностей Советского Союза. На этой технике «Наурбиевцы» выполнили немало земельных работ в период строительства автозавода.

## Памятники известным жителям города

### Памятник Раису Беляеву
Памятник представляет собой треугольную плиту,  которая символизирует строительство города, колонна — строительство завода, а их взаимосочетание символизирует зависимость города от завода. Барельеф Беляева на этом памятнике подчёркивает его причастность и историческую роль в возведении города и завода.

### Памятник Евгению Батенчуку
Открыт в 2002 году в честь бывшего руководителя «Камгэсэнергостроя», героя Социалистического Труда, участника Великой Отечественной войны, кавалера многих орденов и медалей, заслуженного строителя страны и Республики Татарстан, почётного гражданина города Евгения Батенчука, под руководством которого был построен город и автозавод. Памятник был разработан и создан за очень короткий срок челябинским скульптором С. Ворбьевым и челнинским архитектором В. Манукяном и представляет собой бронзовый бюст, стоящий на мраморном постаменте.

### Памятник Сергею Титову
Посвящён директору Набережночелнинского картонно-бумажного комбината, лауреату Государственной премии Республики Татарстан, обладателю орденов Почёта и «За заслуги перед Республикой Татарстан» , медалей «За доблестный труд в Великой Отечественной войне» и «Ветеран труда» Сергею Титову. Открыт 13 сентября 2012 года — в день годовщины со дня его смерти — около административного здания предприятия.

### Памятник Низаметдинову
Памятный знак Низаметдинову Равилю Мифтаховичу, герою Социалистического Труда, заслуженному работнику сельского хозяйства РСФСР.

## Памятники творческим деятелям

### Мемориальный комплекс имени Мусы Джалиля
Памятник воздвигнут в честь татарского поэта Мусы Джалиля.

### Памятник Габдулле Тукаю
Один из новых памятников в Набережных Челнах. Воздвигнут в честь народного татарского поэта, литературного критика, публициста и общественного деятеля. Открыт 22 ноября 2011 года в Новой части города, в сквере возле дома 16/09, неподалёку от остановки «Улица Ершова». Автором шестиметрового монумента является казанский скульптор Владимир Демченко. Памятник представляет собой единую скульптурную композицию. Помимо центральной фигуры поэта в неё вошли и персонажи его сказок — Шурале, Су Анасы и другие.

### Памятник Владимиру Высоцкому

Памятник Владимиру Высоцкому

Челнинский памятник Владимиру Высоцкому является самым большим в России. В высоту он достигает 9 метров. Памятник установлен 29 ноября 2003 года на площади, носящий его имя, возле бывшей гостиницы «Кама», где популярный бард останавливался на несколько дней в 1974 году. Это были его единственные гастроли в Челнах в составе труппы Московского театра на Таганке. Высоцкий не только был занят в спектаклях, но и с неизменным успехом пел на строительных площадках КамАЗа.
Сам памятник представляет собой композицию, изображающую разрезанный колокол, гитару и нечто похожее на театральную сцену. Архитектором памятника является Владимир Нестеренко. По его замыслу гитара — символ творческой деятельности Владимира Семёновича, колокол — символ добрых чувств и эмоций, пробуждённых творчеством Высоцкого.

## Памятники политическим деятелям

### Памятник Владимиру Ленину
Единственный в Набережных Челнах памятник российскому и советскому политическому и государственному деятелю Владимиру Ильичу Ленину в Набережных Челнах расположен на Элеваторной горе и интересен тем, что выполнен практически в натуральный размер и за очень короткие сроки.

## Обелиски

### Обелиск павшим в Великой Отечественной войне жителям села Боровецкое
Открыт в преддверии праздника Победы в 2011 году в память о павших в Великой Отечественной войне жителей села Боровецкое. Памятник был возведён напротив Свято-Вознесенского собора. Новый памятник, облицованный гранитной плиткой и украшенный звездой победы, воздвигнут в замену старому, просуществовавшему напротив Вознесенского собора несколько десятков лет.

### Обелиск павшим воинам в Великой Отечественной войне в посёлке Орловка
Строители «Челныгорстрой» в память о погибших жителях села Орловка в годы Гражданской и Отечественной войны соорудили памятный знак в виде огня. Холм, на котором воздвигнут Памятный знак, напоминает пятиконечную звезду, из которого выбивает пламя, выполненное из красного гранита. На камне высечены 186 имён павших. Автор-художник завода камнеобработки Платон Захарчук.

## Транспортные памятники

### Памятник трамвайному вагону

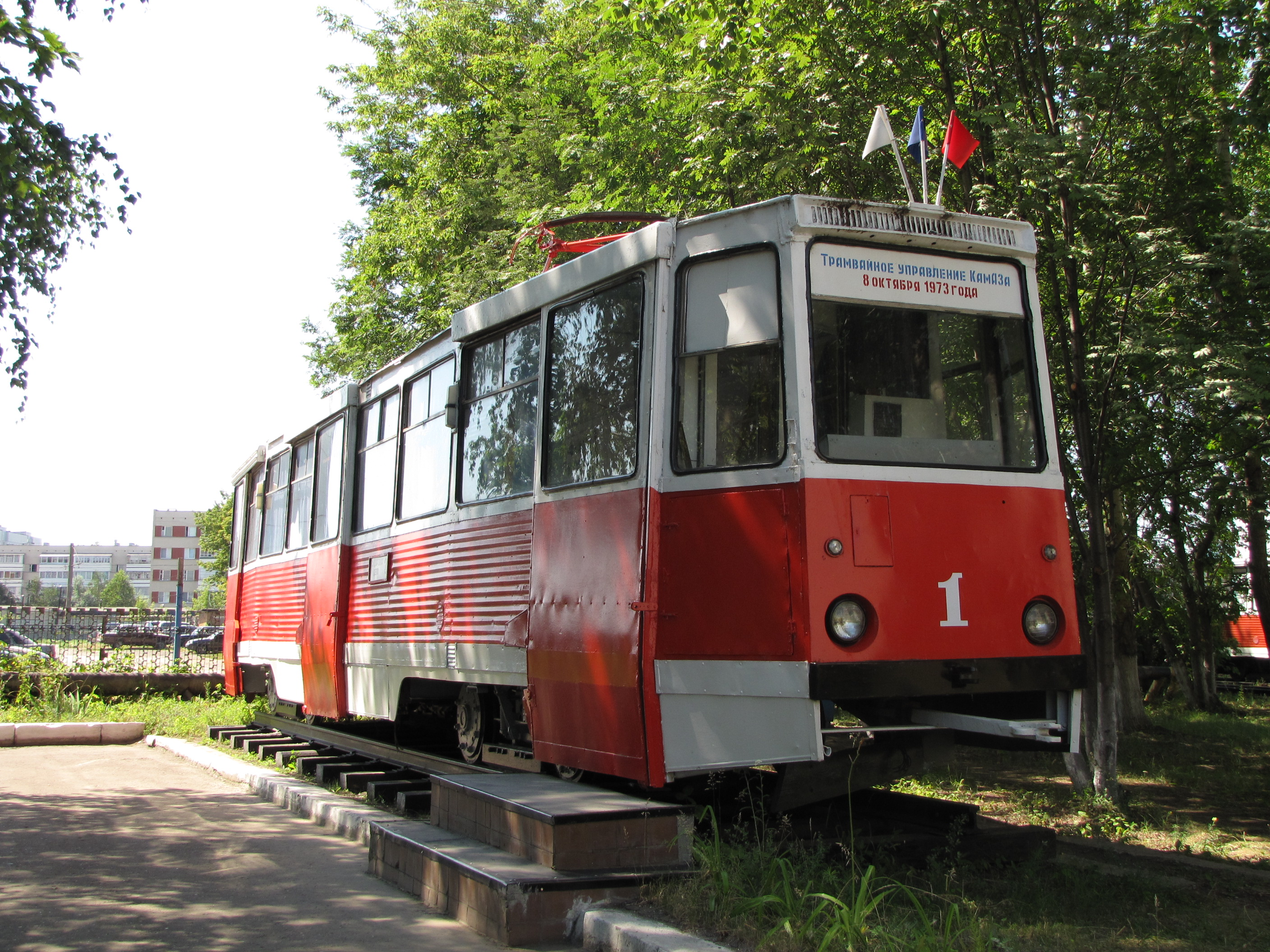
Вагон-памятник в Челнинском трамвайном депо

Памятник вагону модели 71-605 производства Усть-Катавского вагоностроительного завода, открывавшему трамвайное движение в Набережных Челнах 8 октября 1973 года — установлен на территории городского трамвайного депо — ООО «Электротранспорт». Внутри вагона оборудована мини-экспозицию по истории трамвайного движения.

### Памятник пожарному автомобилю
Открыт 1 июля 2011 года. Памятник посвящён первому пожарному автомобилю ЗИС-5, поступившему на вооружение Набережночелнинских пожарных. Данный автомобиль стоял на вооружении пожарной команды города с 1950 года. Памятник расположен перед зданием Пожарной части-56 15-го отряда ФПС. Открытие памятника было приурочено к тридцатилетней годовщине образования военизированной пожарной охраны в Набережных Челнах.

## Прочие

### Памятник воинам Отечества
Памятник был установлен в 1980-х годах. 
Памятник изображает воина с автоматом в круге на пьедестале характерной формы. 
Фигура помещена в окружность, превращая фигуру человека
в мушку прицела стрелкового оружия.   
Сам памятник выполнен из бетона, пьедестал — из нержавеющей стали. 
Перед памятником большая забетонированная площадь, зарастающая летом травой.
Памятник воинам Отечества Авторы — У. Наурбиев, Ю. Дремин.

### Памятник сотрудникам милиции
Памятник посвящён сотрудникам милиции, которые погибли при исполнении служебного долга, на боевом посту. Установлен перед центральным входом УВД в 2000-х годах.